# Белушья (губа острова Южный)
Белу́шья — залив (губа) на юго-востоке Баренцева моря, вдаётся в западную часть острова Южный архипелага Новая Земля.

## Гидроним
В книге «Лоция Самоедского берега…», вышедшей в 1896 году, на карте появились новые названия в честь участников картографической экспедиции под руководством лейтенанта А. М. Бухтеева: мысы Лилье и Морозова, бухта Назимова, залив Гаврилова и бухта Самоед, названная в честь судна экспедиции (в 1897 году на берегу этой бухты возникло становище Белушья Губа).
Название «Белужья» по названию зубатых китов белух появилось на карте Петра Пахтусова в 1833 году. На карте Новой Земли, составленной с русских описей 1821—1870 годов и изданной Гидрографическим департаментом Морского министерства в 1871 году бухта называется Бѣлужья Губа.

## География
Расположена на юге полуострова Гусиная Земля в западной части острова Южный архипелага Новая Земля. Входными мысами являются Лилье на западе и Морозова на востоке, отделяющие губу от пролива Костин Шар. Соседние заливы — Гагарий и Рогачёва.
В губу впадают реки Сегрыяха и Юнко (через одноимённый залив). В устье рек расположен остров Медвежий.
На берегу губы находится посёлок городского типа Белушья Губа с мысом Астрономический.